# Puntenwolk
Een puntenwolk is een eindige verzameling punten in twee of meer dimensies.

## Gebruik

Een puntenwolk van een torus.

### 3D-computergraphics
In de 3D-computergraphics betekent een puntenwolk een lijst van cartesische 3D-coördinaten. Deze coördinaten kunnen verkregen worden door aftasting van objecten met een 3D-laserscanner.
Puntenwolken die door middel van 3D-laserscanning worden gegenereerd kunnen voor vele doeleinden worden gebruikt. Bijvoorbeeld voor het maken van 3D CAD-modellen voor gefabriceerde onderdelen. Puntenwolken zijn echter in de meeste 3D-applicaties meestal niet direct te gebruiken. Daarom worden ze vaak eerst omgezet naar oppervlakken. Een andere toepassing van puntenwolken is het geografisch informatiesysteem. Hierin zijn puntenwolken een van de bronnen om een digitaal hoogtemodel van het terrein te maken. De puntenwolken kunnen ook worden gebruikt om een 3D-model van een stedelijke omgeving te genereren.

### Statistiek
In de statistiek wordt met een puntenwolk de output van een meerdimensionale steekproef bedoeld. Deze kan worden weergegeven in een spreidingsdiagram.
Het kan gaan om meetwaarden, maar het kan ook zijn dat ieder punt het resultaat van een berekening is, op basis van gegevens getrokken uit een populatie.